# Epoch Cassette Vision
Epoch Cassette Vision (カセットビジョン?, Kasetto Bijon) è una console giapponese prodotta nel 1981 da Epoch. È una delle prime console giapponesi a utilizzare come supporto le cartucce, in seguito adottato dalla maggior parte delle piattaforme.
Dalle capacità grafiche simili a quelle dell'Atari 2600, possiede un sistema di controllo costituito da manopole e pulsanti, posizionati sul corpo della console stessa. La console era inizialmente venduta a 13500 yen, mentre i giochi 4000 yen. La Cassette Vision vendette circa 400,000 esemplari, e diventò la console video più venduta in Giappone prima del Nintendo Entertainment System.  Nel 1982 raggiunse il 70% del mercato, sorpassando le contemporanee Video Cassette Rock di Takatoku, i TV Jack di Bandai e l'import dall'estero da parte di Bandai dell'Intellivision. Nel 1983 viene venduta in versione economica e di ridotte dimensioni col nome Cassette Vision Jr.. Con la comparsa di nuovi concorrenti più evoluti come il NES, le vendite crollarono; per questo motivo viene introdotta nel 1984 la nuova console Super Cassette Vision,  con caratteristiche più in linea con i nuovi concorrenti, esportata anche in Europa. La Epoch ha prodotto anche un sistema portatile, il Game Pocket Computer.

## Caratteristiche
- Display: 54×62
- L'hardware del Cassette Vision include solo i controller, il circuito di alimentazione e la circuiteria per le uscite audio e video. Tutti gli altri componenti, incluso il processore e le aree di memoria ROM e RAM, erano inglobati in un unico chip NEC D77?C all'interno delle singole cartucce.

## Videogiochi

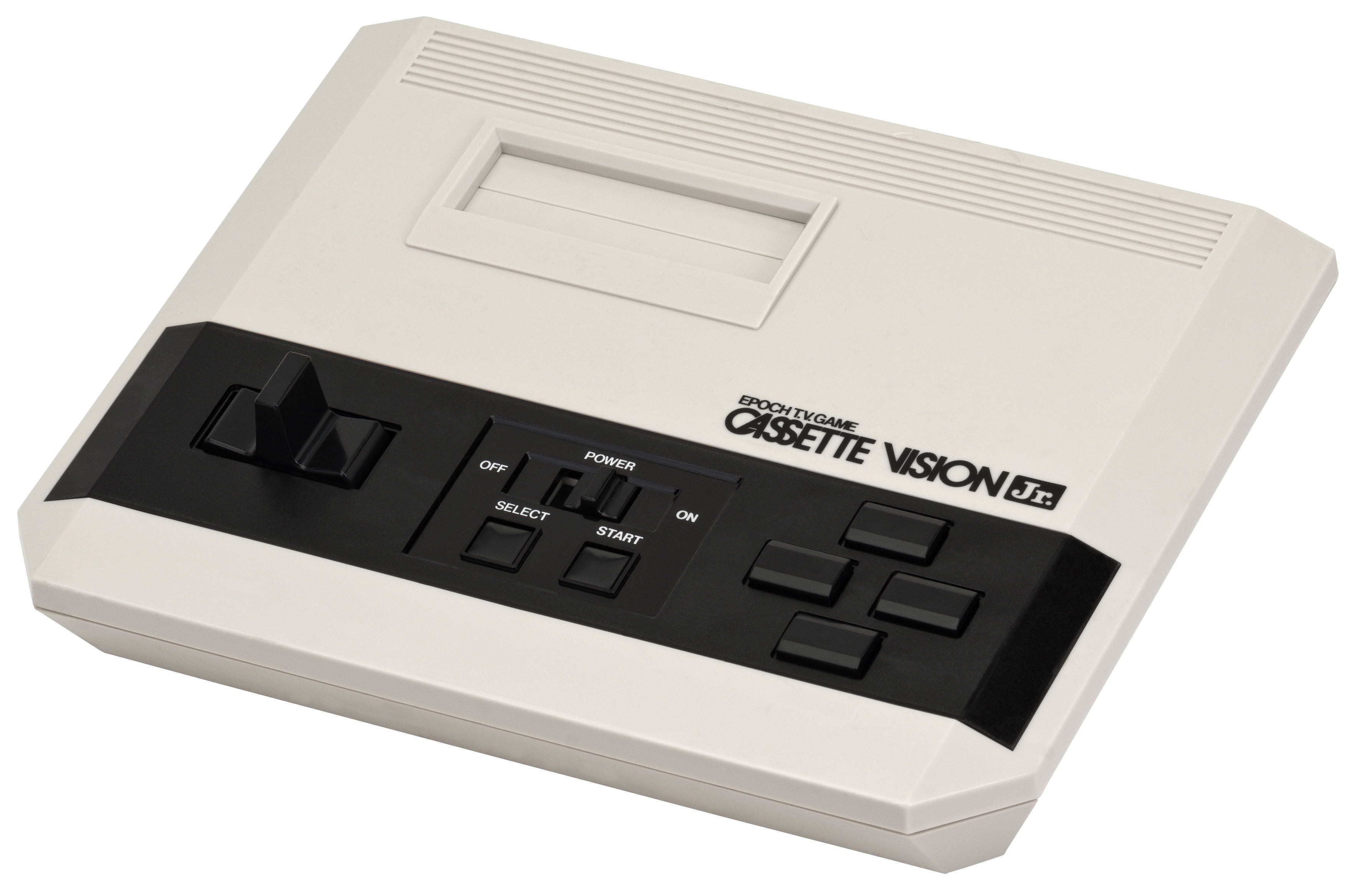
Il Cassette Vision Jr., è una versione ridotta a basso costo del Cassette Vision, venduta a partire dal 1983.

- No.1: きこりの与作 - Yosaku - NEC D777C-005
- No.2: ベースボール - Baseball - NEC D778C (Gioco/chip disponibile attraverso la console dedicata TV Baseball del 1978, prima della messa in commercio del Cassette Vision)
- No.3: ギャラクシアン - Galaxian - NEC D777C-007
- No.4: ビッグスポーツ12 - Big Sports 12 - NEC D777C-004
- No.5: バトルベーダー - Battle Vader - NEC D774C (Gioco disponibile due anni prima che vi fosse la cartuccia per il Cassette Vision attraverso la console dedicata TV Vader del 1980.)
- No.6: パクパクモンスター - Pakpak Monster - NEC D777C-008
- No.7: ニューベースボール - New Baseball - NEC D777C-002
- No.8: モンスターマンション - Monster Mansion - NEC D777C-009
- No.9: アストロコマンド - Astro Command - NEC D777C-010
- No.10: (グランドチャンピオン）- Grand Champion (prototipo mai commercializzato)
- No.11: モンスターブロック - Monster Block - NEC D777C-013
- No.12: エレベーターパニック - Elevator Panic - NEC D777C-015